# Wawrzynek kreskowany
Wawrzynek kreskowany (Daphne striata Tratt.) – gatunek rośliny z rodziny wawrzynkowatych (Thymelaeaceae Juss.). Występuje naturalnie w Alpach.

## Rozmieszczenie geograficzne
Jest bardzo rzadko spotykany. Występuje w Północnych Alpach Wapiennych, na południe od Karawanek oraz w Alpach Kamnickich. 

## Morfologia
PokrójZimozielona krzewinka dorastająca do 10–40 cm wysokości. Pędy są cienkie i nagie.
LiścieNaprzemianległe, mają lancetowaty kształt. Dorastają do 1,5–2,5 cm długości. Wierzchołek jest lekko zaostrzony. Liście w dolnych partiach rośliny są rzadko, a w górnych gęsto skupione.
KwiatyZebrane w gęste kwiatostany. Rozwijają się na szczytach pędów. Działki kielicha są rurkowato zrośnięte. Ma 4 płatki w ząbkowanym kształcie i o barwie od jasnoczerwonej do różowej. Wydzielają zapach.
OwocePomarańczowe pestkowce o jajowatym kształcie.
Gatunki podobneWawrzynek główkowy (Daphne cneorum) osiąga podobną wysokość, lecz ma gęstsze ulistnienie. Ponadto kwiaty są owłosione z zewnętrznej strony, a działki kielicha są bardziej zaokrąglone. Ma szerszy zasięg występowania. Wawrzynek kreskowany rośnie tylko wyższych partiach Alp, podczas gdy wawrzynek główkowy spotykany jest również na niższych wysokościach.

## Biologia i ekologia
Kwitnie od maja do sierpnia. Rośnie na piargach w zaroślach wśród roślinności krzewinkowej. Preferuje gleby wapienne. Występuje na wysokości 1500–2500 m n.p.m.
Jest rośliną trującą. Znajduje się pod ochroną.